# Rivellia imitans
Rivellia imitans är en tvåvingeart som beskrevs av Malloch 1930. Rivellia imitans ingår i släktet Rivellia och familjen bredmunsflugor. Inga underarter finns listade i Catalogue of Life.